# Týnec nad Sázavou
Týnec nad Sázavou är en stad i Tjeckien.   Den ligger i regionen Mellersta Böhmen, i den centrala delen av landet, 30 km söder om huvudstaden Prag. Týnec nad Sázavou ligger 267 meter över havet och antalet invånare är 5 165.
Terrängen runt Týnec nad Sázavou är huvudsakligen platt, men åt nordväst är den kuperad. Týnec nad Sázavou ligger nere i en dal. Runt Týnec nad Sázavou är det ganska tätbefolkat, med 65 invånare per kvadratkilometer. Närmaste större samhälle är Benešov, 9,0 km sydost om Týnec nad Sázavou. Omgivningarna runt Týnec nad Sázavou är en mosaik av jordbruksmark och naturlig växtlighet.